# Список уфологічних організацій

## Офіційні організації в СРСР
- Комісія Зігеля Ф.Ю. та Сталярова П. при МАІ,
- Секретний проєкт "СІТКА",
- Секретний проєкт "Горизонт",
- Секретний проєкт "Галактика",
- Секретний проєкт "Нить",
- Спеціальна комісія Дежкомгідромета,
- Спеціальна комісія Міністерства Оборони,
- Спеціальна комісія при ІЗМІРАН,
- Спеціальна комісія при ВМФ,
- Ленінградська комісія з АЯ Географічного товариства СРСР,
- Київська Комісія НТТ РЕС академіка Писаренка Г.С.,
- Горківська Комісія НТТ РЕС Єрмілова Е.,
- Всесоюзна рада науково-технічних товариств Поповича П.,
- Сибірський науково-дослідницький центр по вивченню Аномальних Явищ Яклічкіна Ю.І.
- Науково-дослідницький центр «Ротор» Бачурина Е. Ф.,
- Уфологічний сектор астрономічної секції всесоюзного астрономо-геодезичного товариства «ВАГА» при Донецькому планетарії,

## Неофіційні організації в СРСР
- Товариство «Контакт» Андреєва М. А.,
- Клуб «Контакт» Шишкина Ю.А,
- Комітет при Азербайджанському СНІО Бродського Б. А.,
- Городоцький комітет по АЯ Панишиного В. А.,
- Далекосхідна комісія Даужільного В. В.,
- Єйський клуб «Сталкер» Строганова Ю. П.,
- Астрономічна група «НКГА» Каравайкіна А. Г.,
- Калінінградський комітет Рябцова А. Ю.,
- Керченський клуб «Мітрідат» Нікітаєв В. В.,
- Куйбишевський обласний комітет Авінського А. Г.,
- Татарський комітет по вивченню феноменів природи Ісхакова Р. Л.,
- Уфологічна комісія Борисова Н. В.,
- Дослідницька група при астрономічній обсерваторії ЦК ВЛК «Орльонок» Філіпової Л. В.,
- Кіровська лабораторія «Феномен» Пятина А. А.,
- Комісія «Ейдос» у Воткіноці (Удмуртія), Товариство «Уфоні» Ділояна М.,
- Запорізький клуб Шкармітька А. І.,
- Секція при Запорізькому клубі юних авіаторів і космонавтів ім. Комарова,
- Уфологічна комісія в Махачкалі Сумндуєва С. Я.,
- Кабардіно-Балкарське відділення при ВАКО Алтухова В. І.,
- Новгородський обласний комітет при СНІО Лерсан Т. В.,
- Орловська секція Корольова Ю. А.,
- Петрозаводський комітет «Сфінкс» Попова В.,
- Пермська комісія при СНІО Шемшука В. О.,
- Рязанський комітет при СНІО Волкова В. В.,
- Латвійська асоціація уфології і енерго-інформаційного обміну Парамонова В. М.,
- Свердловська уфологічна комісія при обласному домі природи ВООП Петухова П. З.,
- Сімферопольський клуб «Космос»,
- Тульська лабораторія «ІННКРССР» Круля Л. А.,
- Асоціація по вивченню АЯ при товаристві «Зання» Кругляка Н. І.,
- Суспільна секція по вивченню проблем уфології при Башкірському обласному правлінні СНІО Ворякової Л. А.,
- Секція уфології при Київському міському відділенні НУО,
- Середньоазіатська комісія по уфології Клизіна В. В.,
- Челябінське об'єднання «Світоч» при центрі «Альтернатива» Ігнатова В. С.,
- Одеська ініціативна група з вивчення АЯ «ДГРАЯ»,
- Донецька обласна комісія з вивчення біоенергоінформаційного обміну і уфології,
- «ЗАПОБЛУФАСС» — Запорізька обласна уфологічний асоціація.

## Офіційні організації в незалежній Україні
- Харківський всеукраїнський центр УКУФАС (1991-1993) Белецького О.
- Український науково-дослідницький Центр вивчення Аномальних Явищ "Зонд" при НТУУ КПІ ФАКС Білика А.С.
- Міжнародний дослідницький Центр вивчення унікальних соціально-екологічних явищ "EIBC" Калитюка І.М.
- Секція при УГМЦ

## Неофіційні організації в незалежній Україні
- Клуб любителів неопізнанного "Уфодос" Сочки Я.
- Філіал російського суспільного руху "Космопошук"
- Сумський клуб "Контакт" (2002-2008) Романченко В.

## Організації країн Африки

### Зімбабве
- UFO Afrinews [Архівовано 17 липня 2011 у Wayback Machine.]

## Організації країн Азії

### Індонезія
- BETA-UFO Indonesia (BETA-UFO Indonesia)
- UFONESIA Indonesia (UFONESIA Indonesia)
- Ufosiana (Ufosiana)
- PSUFOI [Архівовано 6 грудня 2010 у Wayback Machine.]

### Росія
- Секція при Російському Географічному Товаристві [Архівовано 21 серпня 2011 у Wayback Machine.]
- Асоціація"Екологія неопізнанного" [Архівовано 11 серпня 2011 у Wayback Machine.]
- Рух "Космопошук" [Архівовано 25 травня 2011 у Wayback Machine.]
- Клуб "Сталкер" [Архівовано 8 квітня 2011 у Wayback Machine.]
- Клуб "Уран"
- ВАУФОН [Архівовано 19 вересня 2011 у Wayback Machine.]
- АІПУФО [Архівовано 21 грудня 2011 у Wayback Machine.]
- РУФОРС [Архівовано 27 лютого 2011 у Wayback Machine.]
- УФОС [Архівовано 31 серпня 2011 у Wayback Machine.]

### Китай
- Hong Kong UFO Club [Архівовано 25 липня 2008 у Wayback Machine.]

### Японія
- KUFORA [Архівовано 31 серпня 2011 у Wayback Machine.]

## Організації країн Європи

### Білорусь
- UFOCOM [Архівовано 21 січня 2018 у Wayback Machine.]
- UFOKOSMOS [Архівовано 6 лютого 2012 у Wayback Machine.]

### Бельгія
- COBEPS [Архівовано 13 травня 2011 у Wayback Machine.]
- Calestia [Архівовано 3 червня 2011 у Wayback Machine.]

### Болгарія
- BUFONET

### Хорватія
- Polaris [Архівовано 7 серпня 2011 у Wayback Machine.]

### Чехія
- KPUFO [Архівовано 19 серпня 2011 у Wayback Machine.]
- Zare

### Фінляндія
- SUFOR [Архівовано 3 листопада 2011 у Wayback Machine.]
- URSA [Архівовано 20 жовтня 2014 у Wayback Machine.]
- UFO Finland [Архівовано 4 серпня 2011 у Wayback Machine.]

### Франція
- GEIPAN [Архівовано 19 лютого 2011 у Wayback Machine.]

### Німеччина
- CENAP [Архівовано 9 травня 2011 у Wayback Machine.]

### Греція
- HUFORC

### Грузія
- GUFOA [Архівовано 17 серпня 2011 у Wayback Machine.]

### Данія
- IGAP [Архівовано 31 серпня 2004 у Wayback Machine.]
- SUFOI [Архівовано 14 жовтня 2007 у Wayback Machine.]

### Голландія
- UWN [Архівовано 30 грудня 2009 у Wayback Machine.]
- Radiokunst
- Skywatch [Архівовано 27 вересня 2012 у Wayback Machine.]
- Zetetic [Архівовано 6 червня 2011 у Wayback Machine.]

### Італія
- CISU [Архівовано 27 червня 2011 у Wayback Machine.]
- USAC [Архівовано 7 липня 2011 у Wayback Machine.]
- CUN
- Проєкт Хессдален

### Норвегія
- UFO-Norge [Архівовано 15 травня 2011 у Wayback Machine.]

### Латвія
- UFOLATS [Архівовано 24 серпня 2011 у Wayback Machine.]

### Португалія
- Sociedade Portuguesa de Ovnilogia
- APO [Архівовано 14 березня 2009 у Wayback Machine.]

### Ромунія
- Asociaţia pentru Studiul Fenomenelor Aerospaţiale Neidentificate [Архівовано 29 травня 2011 у Wayback Machine.]
- Romanian UFOnetwork

### Іспанія
- CEI
- CIFE [Архівовано 22 березня 2011 у Wayback Machine.]

### Швеція
- UFO-Sweden [Архівовано 11 травня 2011 у Wayback Machine.]
- AFU

### Велика Британія
- British UFO Research Association
- PRUFO
- NUFORC [Архівовано 21 червня 2011 у Wayback Machine.]
- HUFOS
- FSR [Архівовано 21 липня 2011 у Wayback Machine.]
- NUFON
- ASAP [Архівовано 30 квітня 2011 у Wayback Machine.]
- BUFOS [Архівовано 11 вересня 2011 у Wayback Machine.]
- MoD [Архівовано 11 березня 2011 у Wayback Machine.]
- NCAS [Архівовано 20 травня 2011 у Wayback Machine.]

### Туреччина
- Sirius Research Center of UFO Spatial Sciences [Архівовано 23 травня 2011 у Wayback Machine.]
- Ufologi

## Організація країн Північної Америки

### Канада
- AQU [Архівовано 27 квітня 2011 у Wayback Machine.]
- UFOBC [Архівовано 6 липня 2011 у Wayback Machine.]
- ASEPI [Архівовано 24 червня 2011 у Wayback Machine.]
- AUFOSG [Архівовано 15 травня 2011 у Wayback Machine.]

### США

#### Активні
- Aerial Phenomena Enquiry Network (APEN)
- Center for the Study of Extraterrestrial Intelligence (CSETI)
- Center for UFO Studies (CUFOS)
- Disclosure Project
- Enlightened Contact with Extraterrestrial Intelligence (ECETI)
- Exopolitics Institute (ExoInst)
- Fund for UFO Research (FUFOR)
- Institute for Cooperation in Space (ICIS)
- Mutual UFO Network (MUFON)
- National Investigations Committee On Aerial Phenomena (NICAP)
- National UFO Reporting Center (NUFORC)
- Project 1947
- nternational UFO Congress
- UFOHQ [Архівовано 14 січня 2020 у Wayback Machine.] (UFOHQ)
- UFO search squad (UFOSS)
- UFO Research of North America (UFORNA)

#### Не активні
- Aerial Phenomena Research Organization (APRO)
- Amalgamated Flying Saucer Clubs of America, Inc.
- Citizens Against UFO Secrecy (CAUS)
- Civilian Research, Interplanetary Flying Objects (CRIFO)
- Civilian Saucer Intelligence (CSI)
- Coalition for Freedom of Information
- MidOhio Research Associates (MORA)
- National Institute for Discovery Science (NIDSci)
- UFO Investigators League (UFOIL)

### Мексика
- Alcione [Архівовано 22 квітня 2011 у Wayback Machine.]

## Організації країн Південної Америки

### Аргентина
- Vision Ovni - Argentina [Архівовано 2 березня 2022 у Wayback Machine.]
- CEFORA [Архівовано 11 травня 2011 у Wayback Machine.]
- UNIFA [Архівовано 31 травня 2011 у Wayback Machine.]

### Бразиліля
- CUB [Архівовано 23 квітня 2011 у Wayback Machine.]
- Infa [Архівовано 23 червня 2011 у Wayback Machine.]
- AUP [Архівовано 12 серпня 2011 у Wayback Machine.]

### Чилі
- CIO

### Перу
- IPRI [Архівовано 18 серпня 2011 у Wayback Machine.]

## Організації країн Океанії

### Австралія
- ACUFOS
- VUFORS [Архівовано 23 квітня 2011 у Wayback Machine.]
- NSW [Архівовано 12 листопада 2021 у Wayback Machine.]
- URQA [Архівовано 6 липня 2011 у Wayback Machine.]
- ACERN [Архівовано 15 травня 2011 у Wayback Machine.]
- AUFORN
- UFOESA

## Списки організацій
- UFO Organizations - UFO Info [Архівовано 14 травня 2011 у Wayback Machine.]
- UFO Sites - EIBC Info [Архівовано 15 серпня 2012 у Wayback Machine.]